# 오이타현
오이타현(일본어: 大分県 오오이타켄[*], 문화어: 오이따현)은 일본 규슈 북동부에 있는 현이다. 현청 소재지는 오이타시이다.
일본 내에서 지명도가 높은 벳푸 온천과 유후인 온천을 비롯해 수많은 온천이 이곳에 있다. 오이타현에 있는 온천 수는 4,445개에 달하고 분출수의 양(279,253리터/분)도 일본 제일이다. 현에서도 "일본 제일의 온천현 오이타"를 캐치프레이즈로 내세워 온천을 어필하고 있다.

## 지리

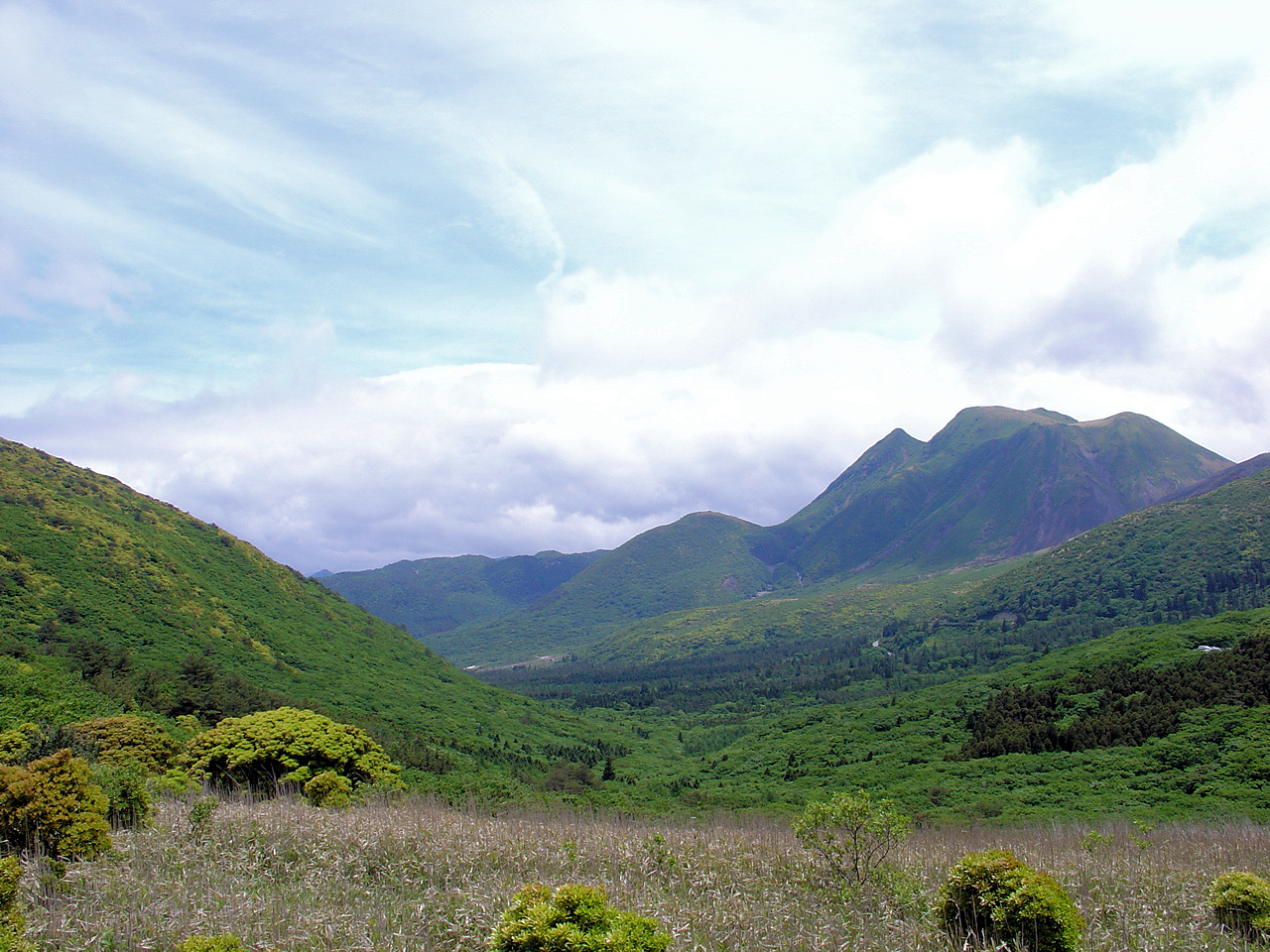
구주 연산

산지가 차지하는 비율이 크게 서부에는 구주산(九重山), 남부에는 소보산(祖母山)과 가타무키산(傾山)이 우뚝 솟아 있다. 이중 구주 연산인 나카봉(中岳)은 규슈 본토의 최고봉이다. 평원은 북부 나카쓰평야(中津平野), 중부 오이타평야(大分平野), 남부의 사이키평야 (佐伯平野) 등으로 한정된 지역에 분포하고있다.
해안은 북부에서 서부엔 세토 내해(瀬戸内海), 서부는 스나타(周防灘) 후젠카이(豊前海)를 향한다. 중부에서는 분고 수도(豊後水道)
를 사이에 두고 시코쿠 지방에 접하고 가장 좁은 호요 해협의 폭은 10km 정도이다. 남부는 닛포 해안 리아스식 해안이
발달해 있다. 닛포 해안 국립공원으로 지정된 경관을 즐길 수 있다.
- 일본 규슈 지방
- 인접 도도부현: 미야자키현, 구마모토현, 후쿠오카현(해상), 에히메현

### 개요
온천의 원천수, 용출량 모두 일본 전국에서 1위를 차지하며, 벳푸만에 면한 벳푸 온천, 현의 중앙부에 위치하는 유후인 온천은 전국적으로 유명하다.

### 기후
오이타현의 기후는 전체적으로 온난하고 자연 재해도 비교적 적다.

### 자연 공원
- 국립공원: 세토 내해 국립공원, 아소쿠주 국립공원

## 지역

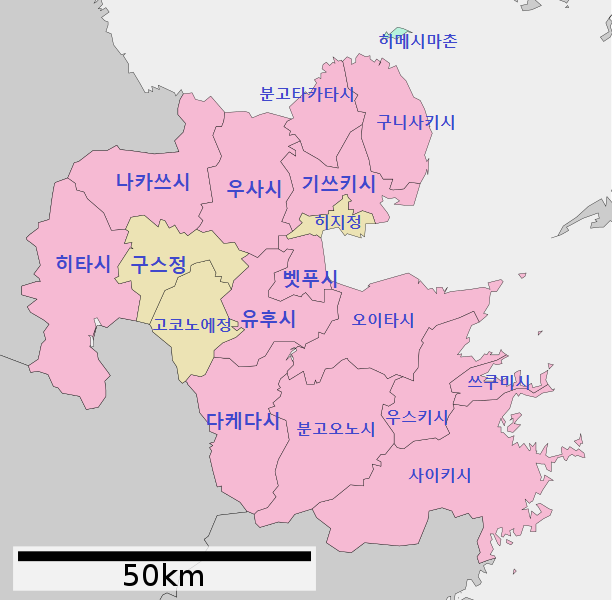
오이타현의 지도

2005년부터 2006년에 걸쳐 대부분의 시정촌이 통합하면서 시정촌 수가 이전의 58개에서 18개로 감소했다. 이것은 규슈에서 가장 적고 일본의 도도부현 중에서도 4번째로 적다. 또한 정촌 수는 2010년 1월 현재 47개 도도부현 중에서 가장 적다.

### 시
- 오이타시(大分市) - 현청 소재지
- 벳푸시(別府市)
- 나카쓰시(中津市)
- 히타시(日田市)
- 사이키시(佐伯市)
- 우스키시(臼杵市)
- 쓰쿠미시(津久見市)
- 다케타시(竹田市)
- 분고타카다시(豊後高田市)
- 기쓰키시(杵築市)
- 우사시(宇佐市)
- 분고오노시(豊後大野市)
- 유후시(由布市)
- 구니사키시(国東市)

### 군
- 하야미군(速見郡)
  - 히지정(日出町)
- 구스군(玖珠郡)
  - 고코노에정(九重町)
  - 구스정(玖珠町)
- 히가시쿠니사키군(東国東郡)
  - 히메시마촌(姫島村)

## 역사
오노정(현 분고오노시)의 다이노하키 유적에서 1981년에 발굴된 나우만코끼리의 송곳니 등의 화석이 날카로운 칼날과 같은 것으로 절단되어 있어 사람과 동물이 조우했음을 나타내고 있다고 추측되었다. 이 때문에 사람들이 살기 시작한 것은 3만 7000년 전으로 추정되고 있다.
2001년 5월에는 오이타시의 요코오 유적에서 약 6,000년 전부터 7,000년 전(조몬 시대 조기)에 가공된 각기둥 모양의 재목(길이 3.4m, 한 변 18cm)이 출토되었다. 이 재목은 일본에서 가장 오래된 건축 부재로 여겨진다.
고대에는 오이타현의 전부와 후쿠오카현의 동부는 도요국(豊國)으로 불렸으며, 7세기 말엽에 부젠국(豊前國)과 분고국(豊後國)으로 나뉘었다. 율령제 하에서 부젠국 및 분고국은 모두 상국(上國)·원국(遠國)으로 여겨졌다.
가마쿠라 시대에 오토모씨가 분고국의 수호자가 되었다. 무로마치 시대에도 수호에 임명된 오오토모씨는 오오토모씨시가 규슈 탐제 사바씨경을 타카사키 산성으로 맞이해 조력했지만 남조의 세력에 밀려 당초에는 고전했다. 남북조의 통일에 의해 세력을 약하게 한 남조를 제압하고 슈고쿠 다이묘, 그리고 센고쿠 다이묘로 오오토모씨는 발전해 갔다.
오토모 씨는 전국 시대 21대 당주 오토모 요시노부(종린) 대에 전성기를 맞았다. 종린은 규슈 6개국의 수호 및 규슈 탐제에 임명되어 규슈 대부분을 지배하였다. 또한 청나라와 포르투갈 등과의 교역을 활발히 하여 후나이(현재의 오이타시) 등에서는 남만 문화가 꽃피웠다. 기독교를 적극적으로 보호하여 분고국의 신자는 3만 명이 넘었다고 한다. 종린 자신도 만년에 세례를 받고 그리스도 다이묘가 되었다.
그러나 오토모 씨는 1586년 도요사쓰 전투에서 시마즈 씨의 침공 등에 의해 쇠퇴해 1593년에 22대 당주인 오토모 요시토리가 개역되면서 오토모 씨에 의한 통치는 끝을 맞이했다.
에도 시대에 오이타현에 해당하는 지역(옛 부젠국의 일부와 분고국)에는 나카쓰번, 기쓰키번, 히지번, 후나이번(오이타), 우스키번, 사에키번, 오카번(다케타), 모리번(구스)의 8개의 번이 분립했다. 또한 히고번, 노베오카번, 시마바라번의 월경지령이 점재했고 히타에는 규슈의 막부령을 관할하는 시코쿠 근군대의 대관소가 놓였다. 이 때문에 다른 현과 같이 큰 도시는 형성되지 않았지만 대신에 각지에 특색 있는 문화가 태어났다. 각 번의 성시였던 지역에는 현재도 사무라이 가옥 등이 남아 있는 곳이 많다.
- 1871년 11월 14일(음력) - 옛 분고국 내에 설치되어 있던 사에키현·오이타현·오카현·히타현 등의 각 현을 병합해 오이타현이 성립했다.
- 1872년 1월 23일(음력) - 현재의 오이타시 미야코정에 오이타현청이 설치되었다.
- 1876년 8월 21일 - 우사군, 시모게군이 후쿠오카현에서 오이타현에 편입되어 현재의 현역이 확정되었다.

## 경제

### 농수산업
표고버섯 및 가보스가 특산품으로 알려져 있다. 수산물로는 전갱이, 고등어나 가자미가 있다.

### 공업
고도 성장기에 오이타시가 신산업도시 지정을 받아 오이타 임해 공업지대가 형성되었고 최근에는 전자 공업 등이 입지하고 있기 때문에 일본 평균에 비해 2차 산업이 차지하는 비율이 높다. 현내 총생산은 1999년도에 약 4조 4,000억 엔이었고 그 중에서 1차 산업이 3.1%, 2차 산업은 36.9%, 3차 산업은 61.0%였다.
최근에는 인접하는 후쿠오카현 미야와카시나 간다정에 자동차 관련 기업의 집적이 진행됨에 따라 주로 현 북부 지역에 자동차 산업이 입지해 2004년부터는 나카쓰시에 다이하쓰 규슈가 조업하고 있다.

### 에너지
오이타현의 자연 에너지 자급율은 25.2%로 일본에서 가장 높다. 이것은 핫초바루 발전소를 포함해 세 곳의 상용 지열발전소가 입지하는 등 지열 이용이 진행되고 있기 때문이다.

## 교육
- 오이타 대학
- 벳푸 대학
- 리쓰메이칸 아시아 태평양 대학
- 일본 문리대학

## 관광

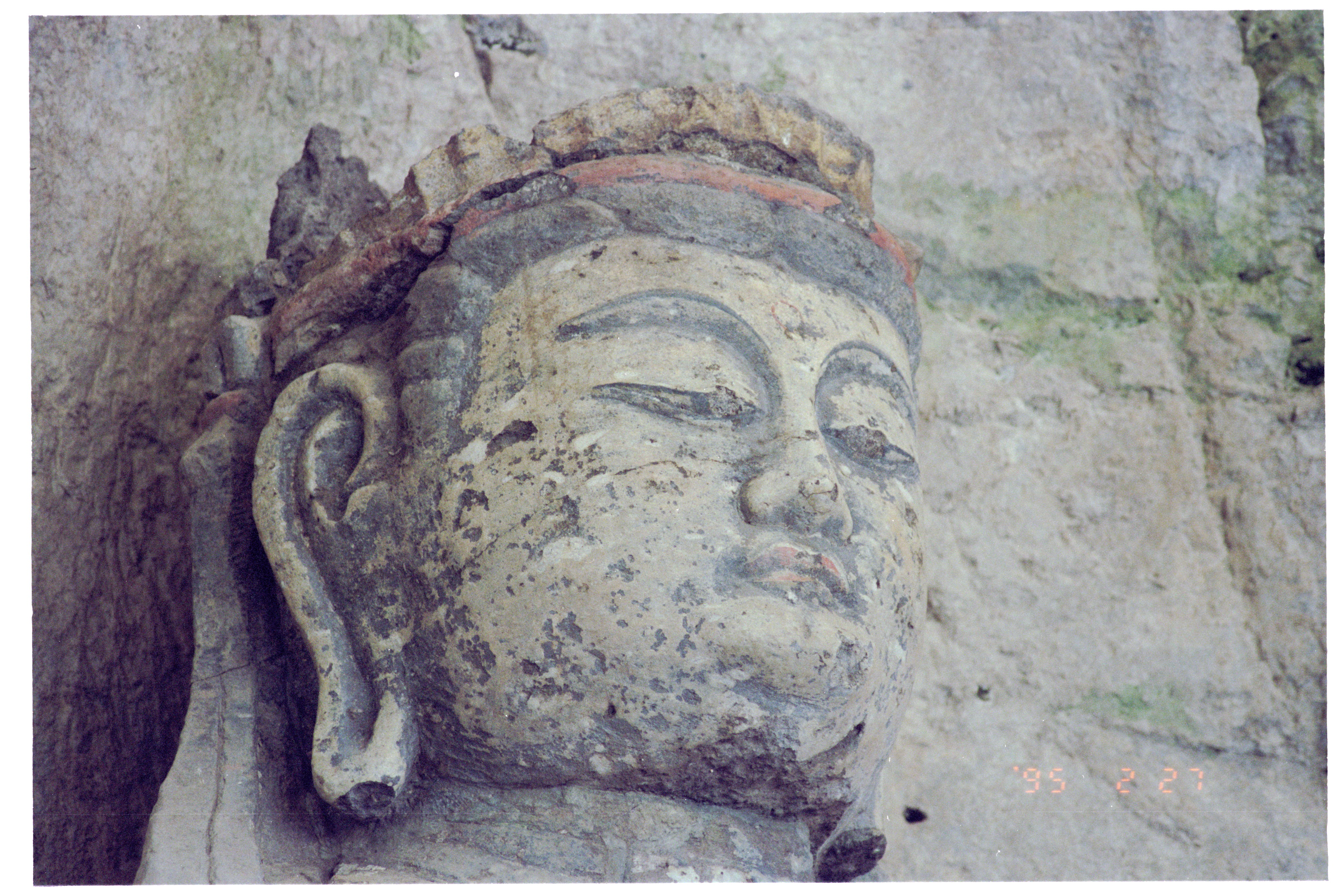
우스키 마애불

### 명소
- 오카성
- 간기엔
- 유후다케
- 구주산

### 유적
- 우사 신궁
- 우스키 마애불

### 온천
- 벳푸 온천
- 유후인 온천
- 유노히라 온천(일본어판)
- 츠카하라 온천
- 히타 온천
- 아마가세 온천
- 나가유 온천
- 구주 온천
- 스지유 온천
- 호센지 온천

## 교통

### 항공
- 오이타 공항

### 철도
- 규슈 여객철도
  - 닛포 본선
  - 규다이 본선
  - 호히 본선
  - 히타히코산선

### 항만
- 니시오이타항
- 벳푸 관광항

### 버스
- 에어라이너
- 시외버스 노선
- 히타 버스

### 도로
- 고속도로
  - 오이타 자동차도
  - 히가시큐슈 자동차도

- 국도
  - 국도 제10호선
  - 국도 제57호선
  - 국도 제197호선 (일본)(일본어판)
  - 국도 제210호선
  - 국도 제211호선 (일본)(일본어판)
  - 국도 제212호선 (일본)(일본어판)
  - 국도 제213호선 (일본)(일본어판)
  - 국도 제217호선 (일본)(일본어판)
  - 국도 제326호선 (일본)(일본어판)
  - 국도 제386호선 (일본)(일본어판)
  - 국도 제387호선 (일본)(일본어판)
  - 국도 제388호선 (일본)(일본어판)
  - 국도 제442호선 (일본)(일본어판)
  - 국도 제496호선 (일본)(일본어판)
  - 국도 제500호선 (일본)(일본어판)
  - 국도 제502호선 (일본)(일본어판)